# Nguyễn Trần Duy Nhất
Nguyễn Trần Duy Nhất (sinh ngày 21 tháng 3 năm 1989) là một nam võ sĩ kiêm vận động viên chuyên nghiệp người Việt Nam. Với bộ môn sở trường của anh là Muay Thái, Kun Khmer và Lethwei, anh hiện đang ký hợp đồng tham gia thi đấu các mùa giải và sự kiện của ONE Championship và World Lethwei Championship.
Nguyễn Trần Duy Nhất là nhà vô địch thế giới các giải của Liên đoàn Muay Thái thế giới (WMF) chín lần, là vận động viên bốn lần thi đấu giành huy chương tại Đại hội Thể thao Đông Nam Á bộ môn Muay Thái. Anh cũng từng chiến thắng các giải đấu như: Giải vô địch Muay Thái nghiệp dư Thế giới (IFMA), vô địch Đại hội Thể thao Trong nhà và Võ thuật châu Á năm 2013, vô địch Đại hội Thể thao Võ thuật châu Á 2009, Đại hội Thể thao Trong nhà châu Á và Đại hội Thể thao Bãi biển châu Á. Anh thường được biết đến với biệt danh "Độc cô cầu bại" nhờ khả năng đánh võ điêu luyện của mình.

## Xuất thân
Nguyễn Trần Duy Nhất có nguyên quán tỉnh Quảng Ngãi, sinh ra tại thành phố Nha Trang, tỉnh lỵ tỉnh Phú Khánh cũ, nay thuộc tỉnh Khánh Hòa. Sau đó, anh được nuôi dưỡng và lớn lên tại Lâm Đồng.
Anh xuất thân từ gia đình theo nghiệp võ thuật. Cha anh là Nguyễn Trần Diệu, võ sư sáng lập bộ môn Tân Gia Quyền của Võ thuật Việt Nam, mẹ là võ sĩ Minh Ánh Ngọc. Cả hai người đã từng vô địch quốc gia trên võ đài tự do nhiều năm về trước. Duy Nhất có một chị gái và hai em trai. Anh bắt đầu tập luyện võ thuật từ năm lên ba tuổi. Sau đó bắt đầu thi đấu ở các giải đấu cơ sở khi lên 14 tuổi.

Năm 2007, Duy Nhất rời Lâm Đồng vào Thành phố Hồ Chí Minh theo đuổi đam mê của bản thân, học ở Trường Đại học Thể dục thể thao. Anh bắt đầu tiếp xúc với bộ môn Muay Thái rất tình cờ. Duy Nhất đã trả lời rằng, anh biết đến Muay Thái từ bộ phim Ong-Bak: Muay Thai Warrior. Anh nói:
"Lần đầu tiên tôi thấy Muay Thái là tại bộ phim Ong Bak của Tony Jaa. Tôi cảm thấy môn này sao thật tương đồng với những thế võ mà cha và mẹ hay dùng để thi đấu. Vì thế, tôi quyết định thử sức. Quyết định này được bố mẹ tôi vô cùng ủng hộ".

## Sự nghiệp

### Sự nghiệp nghiệp dư Muay Thái
Nguyễn Trần Duy Nhất tham gia giải đấu Muay Thái ra mắt đầu tiên năm 2009, tại Đại hội Thể thao Võ thuật châu Á 2009. Anh thi đấu hạng featherweight của nam (54 – 57 kg). Tại giải này, anh thua võ sĩ Kittisak Boonsemsen người Thái Lan với điểm 0 - 5 trong trận chung kết và giành Huy chương Bạc.
Trong năm 2009, Duy Nhất cũng tham gia Đại hội Thể thao Trong nhà châu Á 2009, tiếp tục ở hạng featherweight. Anh đã giành chiến thắng trước Weerapol Nonting người Thái Lan, tỷ số 4 - 1, giành Huy chương Vàng duy nhất cho đội tuyển Việt Nam trong bộ môn Muay Thái.
Anh tham gia Đại hội Thể thao Đông Nam Á lần đầu tiên ở SEA Games 2009 tại Viêng Chăn, Lào. Ở hạng featherweight anh giành được Huy chương Bạc. Đại hội Thể thao Đông Nam Á là giải đấu hai năm một lần, bộ môn võ thuật nghiệp dư. Duy Nhất đã tham gia các mùa SEA Naypidaw 2013 tại Myanmar, SEA Kuala Lumpur 2017 ở Malaysia và SEA Luzon 2019 ở Philippines. Và ở ba giải đấu này, anh đều giành Huy chương Đồng Muay Thái.
Vào ngày 02 tháng 07 năm 2013, Nguyễn Trần Duy Nhất đánh bại Daniiar Kashkaraev, người Kyrgyz với tỷ số 5–0, giành Huy chương Vàng Muay Thái hạng featherweight tại Đại hội Thể thao Trong nhà và Võ thuật châu Á 2013.

### Võ thuật chuyên nghiệp
Ngày 24 tháng 10 năm 2015, Duy Nhất đánh bại Victor Pinto (võ sĩ em trai của Antuan Siangboxing) tại giải THAI FIGHT Vietnam bằng quyết định của trọng tài. Đây cũng là sự kiện chuyên nghiệp mà Duy Nhất tham gia, khác hẳn về tính chất đối với thể thao nghiệp dư. Vào ngày 23 tháng 9 năm 2017, Nguyễn Trần Duy Nhất thi đấu tại lễ khai mạc sự kiện Asia Fighting Championship, anh đã đánh bại Huang Guang Wan trong hiệp hai bằng TKO. Anh tham gia trận đấu thứ hai ở Asia Fighting Championship, đối đầu Zhao Zhan Shi vào ngày 21 tháng 09 năm 2018. Sau ba hiệp đấu, Duy Nhất chiến thắng đồng thuận thuận unanimous decision.
Nguyễn Trần Duy Nhất ký kết hợp đồng với giải đấu ONE Championship, bắt đầu ra mắt trận đầu tiên tại sự kiện ONE Championship: Immortal Triumph, ngày 06 tháng 09 năm 2019. Đây cũng là lần đầu tiên một sự kiện ONE FC được tổ chức tại Việt Nam, ở Nhà thi đấu Phú Thọ, Thành phố Hồ Chí Minh. Duy Nhất đối đầu với Azwan Che Wil người Malaysia, chiến thắng KO ở hiệp ba.
Ngày 22 tháng 11 năm 2019, anh thi đấu với Yuta Watanabe người Nhật tại ONE Championship: Edge Of Greatness, và thắng KO ở hiệp hai. Duy Nhất đang trong giai đoạn tiếp tục tham gia One FC, giải đấu võ thuật chuyên nghiệp hàng đầu châu Á và đặc biệt trên thế giới.

### Sự nghiệp Kun Khmer
Ngày 25 tháng 06 năm 2022, Duy Nhất có trận đấu Kun Khmer đầu tiên tại sàn thi đấu Wurkz, Phnôm Pênh. Duy Nhất bị dính cú đấm nặng ở hiệp 2 (5:54 trong clip) và trọng tài phải đếm đến 7, nhưng sau đó vẫn có thể đứng dậy tiếp tục tranh tài. Sau khi hết thời gian thi đấu, trọng tài xác định phần thắng chung cuộc thuộc về Khun Bora và Nguyễn Trần Duy Nhất vui vẻ quay sang chúc mừng đối thủ.

### Sự nghiệp Lethwei
Năm 2019, Nguyễn Trần Duy Nhất ký kết hợp đồng với World Lethwei Championship, bắt đầu tham gia thi đấu chuyên nghiệp Lethwei.
Ngày 22 tháng 02 năm 2019, Duy Nhất có trận đấu Lethwei đầu tiên tại WLC 7: Mighty Warriors, chiến thắng Pich Mtes Khmang bằng KO ở phút 2:13 của hiệp một.
Ngày 02 tháng 08 năm 2019, anh tiếp tục tham gia sự kiện World Lethwei Championship ở WLC 9: King of Nine Limbs, đánh bại Izat Zaki bằng unanimous decision.

## Giải thưởng
- 5× World Muaythai Federation, Vô địch.
- 2018 Uni Super Championship Tournament, Vô địch.
- 2019 IFMA World Muaythai Championships Men's hạng 60 kg, Huy chương Đồng.
- 2017 SEA Games Muay Thai Men's hạng 57 kg, Huy chương Đồng.
- 2016 Asian Beach Games Muay Thai Men's hạng Featherweight, Huy chương Vàng.
- 2014 Asian Beach Games Muay Thai Men's hạng Featherweight, Huy chương Vàng.
- 2013 Asian Indoor and Martial Arts Games Men's hạng Featherweight, Huy chương Vàng.
- 2013 SEA Games Muay Thai Men's hạng 60 kg, Huy chương Đồng.
- 2009 SEA Games Muay Thai Men's hạng Featherweight, Huy chương Bạc
- 2009 Asian Martial Arts Games Men's hạng Featherweight, Huy chương Bạc.